# CRN (magazine)
Pour les articles homonymes, voir CRN.
CRN, anciennement Computer Reseller News, est un magazine commercial américain traitant d'informatique. Il cible principalement le milieu de la revente informatique.

## Historique
Le magazine Computer Reseller News est lancé le 7 juin 1982, et publié par CMP Media, un éditeur basé à Manhasset. En 1999, CMP Media est racheté par UBM. Peu de temps après, le magazine est rebaptisé CRN.
CRN est publié dans plusieurs pays : en Allemagne, en Australie, au Danemark, aux États-Unis, en Inde, aux Pays-Bas, en Pologne, au Royaume-Uni ainsi qu'en Russie. La version britannique du magazine est éditée par Incisive Media (en), et la version américaine par The Channel Company (en).
CRN siège à Westborough, au Massachusetts.